# Scott Brown (político)
Scott Philip Brown (Kittery, Maine, 12 de septiembre de 1959) es un político estadounidense del Partido Republicano y senador del estado de Massachusetts. Previamente a su elección, fue miembro de la Corte General de Massachusetts, primero en la Cámara de Representantes (1998-2004) y posteriormente en el Senado del estado (2004-2010).

## Biografía
Antes de que formara parte de la legislatura del estado, fue administrador municipal y asesor. Es un abogado activo y su labor profesional se concentra en derecho real. Además ejerce como abogado defensor en el Cuerpo de la Justicia Militar de la Marina de los Estados Unidos de la Guardia Nacional del estado de Massachusetts. Brown se graduó de las siguientes instituciones: Wakefiel High School (1977), Universidad Tufts (1981) y de la Facultad de Derecho de la universidad Boston College.
El 19 de enero de 2010 venció en una elección especial —para ocupar el puesto vacante en el Senado de los Estados Unidos del fallecido senador demócrata Ted Kennedy— a su oponente Martha Coakley, por un margen de 52% a 47% de los votos, en parte gracias a errores políticos de Coakley que le merecieron un fisking en The Atlantic. Es el primer republicano en ser elegido en Massachusetts al Senado de los Estados Unidos desde 1972. A pesar de que en principio las encuestas apuntaban como favorita a Coakley por una gran diferencia, Brown logró estrechar la brecha en las primeras semanas de enero de 2010, tras una larga campaña electoral. Se opone a la reforma de la salud promovida por el presidente Barack Obama; su elección al Senado casi hace fracasar la aprobación de la Ley de Protección al Paciente y Cuidado de Salud Asequible.